# クリス・カプアーノ
クリストファー・フランク・カプアーノ（Christopher Frank Capuano, 1978年8月19日 - ）は、アメリカ合衆国・マサチューセッツ州ハンプデン郡スプリングフィールド出身の元プロ野球選手（投手）。左投左打。現在はMLB選手会の運用部門ディレクターを務める。
姓の「Capuano」は、「キャプユーアノ（発音：cap-yoo-AH-no）」と読むのがより近い。

## 経歴

### プロ入りとダイヤモンドバックス時代
1999年のMLBドラフト8巡目（全体238位）でアリゾナ・ダイヤモンドバックスから指名を受け、8月24日に契約。
2000年、傘下のA級サウスベンド・シルバーホークスでプロデビュー。18試合に先発登板し、10勝4敗、防御率2.21だった。
2001年はAA級エル・パソ・ディアブロスで28試合に先発登板し、10勝11敗、防御率5.31だった。
2002年はAAA級ツーソン・サイドワインダーズで6試合に先発登板し、4勝1敗、防御率2.72だった。
2003年3月8日にAAA級ツーソンへ異動し、そのまま開幕を迎えた。5月4日にメジャーへ昇格し、同日のアトランタ・ブレーブス戦でメジャーデビュー。同点の延長10回表から登板したが、11回表に2失点を喫し、敗戦投手となった。3度目の登板となった5月17日のピッツバーグ・パイレーツ戦で先発に転向したが、4.2回を6安打7失点と打たれ、同日にAAA級ツーソンへ降格した。7月9日に再昇格し、同日のアリゾナ・ダイヤモンドバックス戦で7回を3安打、1失点（自責点0）に抑え、メジャー初勝利を挙げた。翌10日に再びAAA級ツーソンへ降格した。登録枠が拡大された9月1日にメジャーへ昇格した。この年は9試合（先発5試合）に登板し、2勝4敗、防御率4.64だった。

### ブルワーズ時代
2003年12月1日にリッチー・セクソン、シェーン・ナンス、ヌーキー・バーナーとのトレードで、クレイグ・カウンセル、チャド・モーラー、ライル・オーバーベイ、ホルヘ・デラロサ、ジュニア・スパイビーと共にミルウォーキー・ブルワーズへ移籍した。
2004年3月4日にブルワーズと1年契約に合意。開幕ローテーションに加わったが、4月23日に15日間の故障者リスト入りした。5月26日に復帰。同日のロサンゼルス・ドジャース戦で登板したが、6月1日に15日間の故障者リスト入りした。6月12日に復帰し、復帰後は13試合に登板したが、8月25日に左肘の故障で再び15日間の故障者リスト入りした。この年は17試合に先発登板し、6勝8敗、防御率4.99だった。
2005年2月19日にブルワーズと1年契約に合意。この年はリーグ最多の35試合に先発登板し、18勝12敗、防御率3.99だった。
2006年2月24日にブルワーズと1年契約に合意。前半戦に10勝4敗、防御率3.21と好成績を記録し、オールスターに初選出（試合では登板機会なし）。しかし後半戦は防御率5.17と調子を落とした。シーズン通算で11勝12敗、防御率4.03を記録。クオリティ・スタート25はロイ・オズワルト（アストロズ）と並ぶリーグ最多、174奪三振はアンディ・ペティット（アストロズ）に次いでリーグ左腕投手2位だった。なお、この年のオフに日米野球で来日している。
2007年1月17日にブルワーズと325万ドルの1年契約に合意。この年は29試合（先発25試合）に登板し、5勝12敗、防御率5.10を記録した。3月・4月は5試合の先発登板で4勝0敗、防御率3.21と好調だったが、5月7日のワシントン・ナショナルズ戦で5勝目を挙げたきり勝ち運に見放され、その後の22試合（先発18試合）の登板で0勝12敗、防御率6.08と低迷。12連敗は球団記録を更新するものだった。また、カプアーノ登板試合でチームは18連敗を喫している。
2008年1月18日にブルワーズと375万ドルの1年契約に合意。3月27日に左肘の故障で15日間の故障者リスト入りし、トミー・ジョン手術を行った。9月2日に60日間の故障者リストへ異動し、そのままシーズンを終えた。オフの12月12日にノンテンダーFAとなったが、12月15日にブルワーズとマイナー契約で再契約した。
2009年8月19日にルーキー級アリゾナリーグ・ブルワーズで故障から復帰し、9月からはルーキー級ヘレナ・ブルワーズでプレー。ルーキー級ヘレナでは3試合に先発登板し、0勝0敗、防御率6.00だった。オフの11月9日にFAとなったが、同月23日にブルワーズとマイナー契約で再契約した。
2010年はA+級ブレバード・カウンティ・マナティーズで開幕を迎え、3試合に先発登板し、2勝0敗、防御率1.23と好投。5月にAAA級ナッシュビル・サウンズへ昇格し、4試合に先発登板。1勝1敗、防御率1.80だった。5月29日にブルワーズとメジャー契約を結び、6月3日のフロリダ・マーリンズ戦で3年ぶりのメジャー登板を果たしたが、3.2イニングを投げ7安打、3失点を喫し、敗戦投手となった。その後はリリーフに転向し、9月に再び先発へ復帰した。この年は24試合（先発9試合）に登板し、4勝4敗、防御率3.95だった。オフの11月1日にFAとなった。

### メッツ時代
2011年1月3日にニューヨーク・メッツと150万ドルの1年契約を結んだ。この年は33試合（先発31試合）に登板し、11勝12敗、防御率4.55だった。オフの10月30日にFAとなった。

### ドジャース時代
2011年12月2日にドジャースと1000万ドルの2年契約（2014年のミューチュアル・オプション付き）を結んだ。
2012年はリーグトップの33試合に先発登板し、12勝12敗、防御率3.72だった。
2013年は開幕後3試合に登板したが、4月17日に15日間の故障者リスト入りした。5月6日に復帰したが、6月4日に左肩の故障で15日間の故障者リスト入りした。6月19日に復帰。この年は24試合（先発20試合）に登板し、4勝7敗、防御率4.26だった。オフの10月31日に球団がオプションを破棄したため、FAとなった。

### レッドソックス時代
2014年2月22日にボストン・レッドソックスと225万ドル+出来高の1年契約を結んだ。開幕後はリリーフとして28試合に登板し、1勝1敗、防御率4.55と結果を残せず、6月25日にDFAとなり、7月1日にFAとなった。

### ロッキーズ傘下時代
2014年7月4日にコロラド・ロッキーズとマイナー契約を結んだ。契約後は傘下のAA級タルサ・ドリラーズとAAA級コロラドスプリングス・スカイソックスでプレー。AAA級コロラドスプリングスでは3試合に先発登板し、1勝0敗、防御率3.07だった。

### ヤンキース時代
2014年7月24日に金銭トレードでニューヨーク・ヤンキースへ移籍。7月25日に25人枠入りした。移籍後は12試合に先発登板し、2勝3敗、防御率4.25だった。10月30日にFAとなり、オフには日米野球2014のMLB選抜に選出された事が発表された。この大会時はFAで所属球団がなかったが、ヤンキースのユニフォームで出場している。11月18日、埼玉西武ライオンズでのプレーを希望し、自ら売り込みを行ったが年齢が理由で契約には至らなかった。12月16日にヤンキースと500万ドルの1年契約で再契約した。
2015年7月29日にDFAとなった。その後、8月12日に再びメジャー契約を結んだが、15日に再びDFAとなった。18日に三たびメジャー契約を結んだ。さらにその後、22日に3度目のDFA、24日に4度目のメジャー契約、マイケル・ピネダが故障者リストから復帰した26日に4度目のDFAとなった。9月8日に5度目のメジャー契約を結んだ。結局、4試合の先発登板を含む22試合に投げたが、度重なる契約と契約解除の影響もあったのか、0勝4敗、防御率7.97、WHIP1.82と炎上してレギュラーシーズンを終えた。11月2日にFAとなった。

### ブルワーズ復帰
2016年1月25日にブルワーズとマイナー契約を結び、同年のスプリングトレーニングに招待選手として参加した。4月2日にメジャー契約を結び、アクティブ・ロースター入りした。開幕から16試合にリリーフで登板していたが、左肘を痛めて5月26日に故障者リスト入りして以降の登板は無かった。オフの11月3日にFAとなった。

### 引退後
2017年以降は特定のチームとの契約には至らず、2018年3月6日に現役を引退した。
引退後はマサチューセッツ工科大学で経営管理の修士号（MBA）を取得し、2019年7月5日にMLB選手会の運用部門ディレクターに就任した。

## 選手としての特徴
守備面では牽制が上手く、2005年にはメジャー最多タイの12人もの走者を刺した。

## 詳細情報

### 年度別投手成績
| 年 度     | 球 団     | 登 板 | 先 発 | 完 投 | 完 封 | 無 四 球 | 勝 利 | 敗 戦 | セ 丨 ブ | ホ 丨 ル ド | 勝 率 | 打 者 | 投 球 回 | 被 安 打 | 被 本 塁 打 | 与 四 球 | 敬 遠 | 与 死 球 | 奪 三 振 | 暴 投 | ボ 丨 ク | 失 点 | 自 責 点 | 防 御 率 | W H I P |
| --------- | --------- | ----- | ----- | ----- | ----- | -------- | ----- | ----- | -------- | ----------- | ----- | ----- | -------- | -------- | ----------- | -------- | ----- | -------- | -------- | ----- | -------- | ----- | -------- | -------- | ------- |
| 2003      | ARI       | 9     | 5     | 0     | 0     | 0        | 2     | 4     | 0        | 1           | .333  | 139   | 33.0     | 27       | 3           | 11       | 1     | 6        | 23       | 3     | 0        | 19    | 17       | 4.64     | 1.15    |
| 2004      | MIL       | 17    | 17    | 0     | 0     | 0        | 6     | 8     | 0        | 0           | .429  | 385   | 88.1     | 91       | 18          | 37       | 1     | 5        | 80       | 3     | 1        | 55    | 49       | 4.99     | 1.45    |
| 2005      | MIL       | 35    | 35    | 0     | 0     | 0        | 18    | 12    | 0        | 0           | .600  | 949   | 219.0    | 212      | 31          | 91       | 6     | 12       | 176      | 3     | 4        | 105   | 97       | 3.99     | 1.38    |
| 2006      | MIL       | 34    | 34    | 3     | 2     | 2        | 11    | 12    | 0        | 0           | .478  | 936   | 221.1    | 229      | 29          | 47       | 4     | 9        | 174      | 7     | 0        | 108   | 99       | 4.03     | 1.25    |
| 2007      | MIL       | 29    | 25    | 0     | 0     | 0        | 5     | 12    | 0        | 0           | .294  | 669   | 150.0    | 170      | 20          | 54       | 2     | 8        | 132      | 10    | 0        | 93    | 85       | 5.10     | 1.49    |
| 2010      | MIL       | 24    | 9     | 0     | 0     | 0        | 4     | 4     | 0        | 1           | .500  | 278   | 66.0     | 65       | 9           | 21       | 1     | 1        | 54       | 5     | 0        | 29    | 29       | 3.95     | 1.30    |
| 2011      | NYM       | 33    | 31    | 1     | 1     | 1        | 11    | 12    | 0        | 1           | .478  | 802   | 186.0    | 198      | 27          | 53       | 5     | 5        | 168      | 4     | 0        | 99    | 94       | 4.55     | 1.35    |
| 2012      | LAD       | 33    | 33    | 0     | 0     | 0        | 12    | 12    | 0        | 0           | .500  | 817   | 198.1    | 188      | 25          | 54       | 4     | 2        | 162      | 6     | 0        | 91    | 82       | 3.72     | 1.22    |
| 2013      | LAD       | 24    | 20    | 0     | 0     | 0        | 4     | 7     | 0        | 0           | .364  | 457   | 105.2    | 125      | 11          | 24       | 5     | 0        | 81       | 5     | 0        | 57    | 50       | 4.26     | 1.41    |
| 2014      | BOS       | 28    | 0     | 0     | 0     | 0        | 1     | 1     | 0        | 4           | .500  | 143   | 31.2     | 34       | 3           | 15       | 2     | 1        | 29       | 4     | 1        | 17    | 16       | 4.55     | 1.55    |
| 2014      | NYY       | 12    | 12    | 0     | 0     | 0        | 2     | 3     | 0        | 0           | .400  | 286   | 65.2     | 67       | 7           | 19       | 1     | 3        | 55       | 4     | 0        | 34    | 31       | 4.25     | 1.31    |
| '14計     | NYY       | 40    | 12    | 0     | 0     | 0        | 3     | 4     | 0        | 4           | .429  | 429   | 97.1     | 101      | 10          | 34       | 3     | 4        | 84       | 8     | 1        | 51    | 47       | 4.35     | 1.39    |
| 2015      | NYY       | 22    | 4     | 0     | 0     | 0        | 0     | 4     | 0        | 1           | .000  | 196   | 40.2     | 52       | 6           | 22       | 1     | 3        | 38       | 0     | 0        | 38    | 36       | 7.97     | 1.82    |
| 2016      | MIL       | 16    | 0     | 0     | 0     | 0        | 1     | 1     | 0        | 1           | .500  | 106   | 24.0     | 23       | 7           | 15       | 2     | 1        | 27       | 1     | 0        | 11    | 11       | 4.13     | 1.58    |
| MLB：12年 | MLB：12年 | 316   | 225   | 4     | 3     | 3        | 77    | 92    | 0        | 9           | .456  | 6162  | 1429.2   | 1481     | 196         | 463      | 35    | 56       | 1199     | 55    | 6        | 756   | 696      | 4.38     | 1.36    |

- 各年度の太字はリーグ最高

### 年度別守備成績
| 年 度 | 球 団 | 投手（P） | 投手（P） | 投手（P） | 投手（P） | 投手（P） | 投手（P） |
| 年 度 | 球 団 | 試 合     | 刺 殺     | 補 殺     | 失 策     | 併 殺     | 守 備 率  |
| ----- | ----- | --------- | --------- | --------- | --------- | --------- | --------- |

### 記録
- MLBオールスターゲーム選出：1回（2006年）

### 背番号
- 57（2003年）
- 39（2004年 - 2007年、2010年、2016年）
- 36（2011年 - 同年途中）
- 38（2011年途中 - 同年終了）
- 35（2012年 - 2013年）
- 55（2014年 - 同年途中）
- 26（2014年途中 - 2015年）